# محسن العطيات
محسن بن سليمان العطيات العطوي طبيب سعودي ومدرس بكلية الطب جامعة الملك سعود بن عبد العزيز للعلوم الصحية -الرياض-المملكة العربية السعودية وتخصصه الدقيق أمراض الغدد الصماء ومرض السكري عند الأطفال وهو من مواليد تبوك ويشارك العطيات بفعاليه بكل مايخدم المجتمع ويقدم له المعلومة الطبية الصحيحة من خلال اللقاءات في اليوم العالمي لمرض سكري الأطفال بالأضافة لبعض اللقاءات في القنوات الفضائية السعودية كالقناة الثقافية السعودية برنامج صحتي وحلقة عن قيتامين د  وتدور أحاديثه حول مرض سكري الأطفال  ونقص فيتامين د  عند السعوديون وفي عام 1432 تم تكريمه كأول طبيب من قبيلته وتضمن التكريم 150 فردا في مختلف التخصصات

## الولادة والنشأة الأولى
ولد الدكتور محسن بن سليمان العطيات في مزرعة والده في منطقة تبوك وفقد والده وهو في سن الرابعة من العمر فتولت رعايته والدته الشيخة مقبولة بنت كريم بن زعل العطيات فقامت بحسن تربيته وتعليمه فنشا محبا للعلم والمعرفة وفي عام 1405 الموافق لعام 1985 أنتقل للعاصمة الرياض للدراسة في جامعة الملك سعود في كلية الطب فكانت مدينة اقامته وعمله.

## المناصب الطبية
- - طبيب مقيم كلية الطب قسم طب الأطفال جامعة المك سعود 1992-1996
  - نائب أول (أستشاري مشارك) كلية الطب جامعة الملك سعود 1996-1999م
  - أستشاري طب الأطفال -غدد صماء وسكري منذ عام 2002م
  - أستاذ مساعد كلية الطب جامعة الملك سعود بن عبد العزيز-الرياض

## المناصب الأدارية واللجان والهيئات
- - كبير الأطباء المقيمين بكلية الطب جامعة الملك سعود 1996-1998
  - عضو اللجنة الطبية-التمريضية بكلية الطب 1994-1998
  - عضو لجنة التثقيف الصحي بكلية الطب 1994-1998
  - عضو لجنة المراجعات الطبية -الحرس الوطني 2004-2007
  - رئيس لجنة سلامة المرضى -مدينة الملك عبد العزيز الطبية 2004-2007
  - الرئيس الأقليمي للجنة المعلومات الطبية -الحرس الوطني 2009-2013م
  - عضو جمعية طب الأطفال السعودية
  - عضو جمعية الغدد والأستقلاب السعودية